# Aleksi Inauri
Aleksi Inauri (tiếng Gruzia: ალექსი ინაური; 29 tháng 4 hoặc 12 tháng 5 năm 1908 - 23 tháng 6 năm 1993), hay  Aleksey Nikolayevich Inauri (tiếng Nga: Алексей Николаевич Инаури), là một Thượng tướng Liên Xô, anh hùng Liên Xô, người dân tộc Gruzia. Ông người đứng đầu KGB Gruzia trong hơn 30 năm (1954–1986) và khiến nó trở thành một trong những chi nhánh hoạt động hiệu quả nhất trong số các chi nhánh Liên Xô trong khu vực của KGB.

## Thủa ban đầu
Sinh ra ở Gori (khi đó thuộc Đế quốc Nga), Inauri là công nhân cho đến khi tình nguyện tham gia Hồng quân Liên Xô năm 1926 và tốt nghiệp Trường Kỵ binh dành cho các dân tộc miền núi Bắc Kavkaz ở Krasnodar năm 1931. Từ tháng 4 năm 1931, ông chỉ huy một trung đội kỵ binh và sau đó là một đại đội của Trung đoàn kỵ binh 16, Sư đoàn kỵ binh số 3 của Quân khu Ukraine. Ông trở thành đảng viên Đảng Cộng sản Liên Xô năm 1932. Từ tháng 10 năm 1936, Inauri được giao phụ trách các trung đoàn huấn luyện cho cùng sư đoàn nói trên, sau đó vào năm 1938 là trợ lý chỉ huy cho sĩ quan chỉ huy. Trước khi chiến tranh bùng nổ, Inauri là thiếu tá chỉ huy trung đoàn kỵ binh 99 của sư đoàn lúc đó thuộc Quân khu đặc biệt Kiev.

## Chiến tranh Thế giới thứ hai
Từ tháng 6 năm 1941 đến tháng 1 năm 1942, Trung tá Inauri chỉ huy Trung đoàn kỵ binh số 99 tham chiến. Các kỵ binh dưới quyền chỉ huy của ông đã chiến đấu xuất sắc vào giữa tháng 1 năm 1942 trong Chiến dịch Barvenkovo-Lozovaya, dẫn đến một đợt thăng cấp khác vào ngày 6 tháng 5 cùng năm. Từ tháng 8 năm 1942 đến khi chiến tranh kết thúc, Inauri chỉ huy Sư đoàn kỵ binh số 1 của Quân đoàn kỵ binh 15, Phương diện quân Transcaucasus, đóng tại Iran. Do thành tích xuất sắc, Inauri được thăng cấp Thiếu tướng theo nghị quyết của Dân Ủy Liên Xô.

## Sau chiến tranh
Inauri tiếp tục phục vụ với tư cách là chỉ huy của một sư đoàn kỵ binh cho đến năm 1946. Năm 1948, ông tốt nghiệp Học viện Tham mưu Voroshilov và phụ trách Sư đoàn cơ giới 18 trong lực lượng đồn trú của Liên Xô ở Đức. Năm 1951, ông chỉ huy Sư đoàn Súng trường số 9 và tháng 2 năm 1953, ông nắm quyền chỉ huy Quân đoàn Súng trường Sơn cước 3 của Quân khu Carpath. Năm 1954, Inauri được bổ nhiệm làm người đứng đầu KGB của Gruzia, chức vụ mà ông giữ cho đến năm 1986. Sau đó vào năm 1957, ông được thăng cấp Trung tướng. Nhiệm kỳ của ông trùng hợp với một loạt các biến động, bao gồm cuộc nổi dậy năm 1956 và sự gia tăng của các nhóm bất đồng chính kiến chống Liên Xô ở Gruzia mà Inauri có thể phản ứng mạnh mẽ phần lớn do kỷ luật nghiêm ngặt do ông áp đặt trong KGB và một mạng lưới gián điệp rộng lớn nhờ đó các đặc vụ của Inauri thâm nhập vào các nhóm bất đồng chính kiến và thậm chí cả Nhà thờ Chính thống Gruzia. Ông đã đóng một vai trò quan trọng trong cuộc đảo chính cung điện chống lại Nikita Khrushchev vào tháng 10 năm 1964, hộ tống nhà lãnh đạo Liên Xô từ nhà nghỉ hè của ông ta tại Pitsunda tới cuộc họp đặc biệt của Đoàn Chủ tịch Ủy ban Trung ương ở Moskva, nơi Khrushchev sẽ bị lật đổ. Inauri được thăng cấp Thượng tướng vào năm 1967 và được phong tặng danh hiệu Anh hùng Liên Xô vào năm 1985, ngay trước khi nghỉ hưu vào năm 1986. Từ năm 1984 đến năm 1989, Inauri là thành viên của Xô Viết Tối cao của Liên Xô.